# Dennis Romano
Dennis Romano (* 1951) ist ein Historiker, der von 1987 bis 2017 an der Syracuse University im Bundesstaat New York beschäftigt war, seit 1997 als Professor. Seine Arbeitsschwerpunkte sind die italienische Renaissance, die frühmoderne Sozial- und Kulturgeschichte sowie vor allem die Republik Venedig.
Romano, 1951 in den USA geboren, wuchs im Süden Virginias auf. Er wurde 1981 an der Michigan State University mit einer Arbeit über das Leben im 14. Jahrhundert in der venezianischen Kirchengemeinde San Giacomo dall’Orio promoviert. Sein Interesse an der Geschichte Venedigs war 1972 geweckt worden, als er das Frühjahr in der Stadt verbracht hatte, nämlich mit mehreren Stipendiaten in der Casa Artom. Ursprünglich wollte er sich mit dem französischen Mittelalter befassen, doch mangelte es bei einem Programm der Wake Forest University zu diesem Thema an Interessenten. So kam er als Student nach Venedig und lernte dort Terisio Pignatti kennen, den Leiter des Museo Correr. Erst in Venedig lernte Romano Latein und vor allem Italienisch. Von Anfang an wollte er die Rolle der unteren Gesellschaftsgruppen anhand von Testamenten und sonstigen schriftlichen Hinterlassenschaften stärker berücksichtigen.
1982 bis 1983 arbeitete er als Visiting Assistant Professor of History am Carthage College von Kenosha, dann, in der gleichen Position, von 1984 bis 1987 an der University of Mississippi und von 1987 bis 1991 an der Syracuse University. Dort wurde er als Associate Professor berufen (bis 1997). Schließlich war er von 2009 bis 2017 „Dr. Walter G. Montgomery and Marian Gruber Professor of History“. Seit 2017 ist er emeritiert; er lebt in Washington.
Neben einer Reihe anderer Mitgliedschaften, Auszeichnungen und Gastprofessuren erlangte er ein Guggenheim-Stipendium und ein Ailsa Mellon Bruce Senior Fellowship am Center for Advanced Study in the Visual Arts an der National Gallery of Art in Washington. Die Washington Post nannte 2023 eines seiner Werke „brilliant“.

## Werke (Auswahl)
- Borough regulation of economic and social activity in late medieval England, in: A Medieval Miscellany (=Rice University studies, 62,2), Houston 1976, S. 89–98.
- Quod sibi fiat gratia: Adjustment of Penalties and the Exercise of Influence in Early Renaissance Venice, in: Journal of Medieval and Renaissance Studies 13 (1983) 151–168.
- Patricians and Popolani. The Social Foundations of the Venetian Renaissance State, The Johns Hopkins University Press, Baltimore/London 1987.
- Patrizi e popolani. La società veneziana nel Trecento, il Mulino, Bologna 1993.
- Housecraft and Statecraft. Domestic Service in Renaissance Venice, 1400–1600, The Johns Hopkins University Press, Baltimore 1996.
- mit John Jeffries Martin: Venice Reconsidered. The History and Civilization of an Italian City-State, 1297–1797, The Johns Hopkins University Press, Baltimore 2000.
- Vecchi, poveri, e impotenti: The Elderly in Renaissance Venice, in: Stephen J. Milner (Hrsg.): Marginal Groups in Premodern Italy, University of Minnesota Press, Minneapolis 2005, S. 249–271.
- The Likeness of Venice. A Life of Doge Francesco Foscari, 1373–1457, Yale University Press, New Haven / London 2007 (ital.: La rappresentazione di Venezia. La vita di Doge Francesco Foscari, 1373–1457, Viella, Rom 2012) (grundlegend zum venezianischen Dogen Francesco Foscari).
- Venetian exceptionalism? Lay and religious in Venetian communal governance, in: Frances Andrews, Maria Agata Pincelli (Hrsg.): Churchmen and Urban Government in Late Medieval Italy, c.1200–c.1450. Cases and Contexts, Cambridge University Press, 2013, S. 219–235.
- Markets and Marketplaces in Medieval Italy, c.1100 to c.1440, Yale University Press, New Haven / London 2015.
- Popular protest and alternative visions of the Venetian polity, c.1260 to 1423, in: Maartje van Gelder, Claire Judde de Larivière (Hrsg.): Popular Politics in an Aristocratic Republic, Routledge, 2020, S. 22–44 (academia.edu).
- Venice. The Remarkable History of the Lagoon City, Oxford University Press, New York 2024.